# Horta de Sant Joan
Horta de Sant Joan – gmina w Hiszpanii, w prowincji Tarragona, w Katalonii, o powierzchni 118,86 km². W 2011 roku gmina liczyła 1280 mieszkańców.
W Horta de Sant Joan urodził się Gerard Badía – piłkarz Piasta Gliwice.